# New Killer Star
New Killer Star is een nummer van de Britse muzikant David Bowie, uitgebracht als het eerste nummer van zijn album Reality uit 2003. Op 29 september van dat jaar werd het nummer uitgebracht als de eerste single van het album, maar bereikte de hitlijsten niet in zijn thuisland. Wel piekte het op de zesde plaats in Argentinië en op de 69e plaats in Frankrijk.
Het is niet zeker waar het nummer, net als vele andere nummers van Bowie, over gaat, maar de tekst maakt wel indirecte verwijzingen naar het leven in het leven in New York na de aanslagen op 11 september 2001. De videoclip, geregisseerd door Brumby Boylston, vertelt een surreëel verhaal met het gebruik van lenticulaire ansichtkaarten die eruitzien als beelden van een ruimteschip dat bijna in het moderne Amerika neerstort. Bowie zei zelf over het nummer: "Ik ben geen politieke commentator, maar ik denk dat er tijden zijn dat ik probeer om ook maar te betrekken wat er politiek gebeurt in de nummers die ik schrijf. En er was een knikje, in een erg abstracte manier, richting de fouten die worden gemaakt op dit moment met de situatie in het Midden-Oosten. Ik denk dat dat nummer een vrij goede manifesto is voor het hele album."
Op de B-kant van de single staat een cover van het Sigue Sigue Sputnik-nummer "Love Missile F1-11".

## Tracklijst
- "New Killer Star" geschreven door Bowie, "Love Missile F1-11" geschreven door Tony James, Martin Degville en Neal Whitmore.

Cd-versie (Italië)
1. "New Killer Star" - 4:40
2. "Love Missile F1-11" - 4:15

Cd-versie (Canada)
1. "New Killer Star" (edit) - 3:42
2. "Love Missile F1-11" - 4:15

Dvd-versie (Oostenrijk)
1. "New Killer Star (videoversie)" - 3:40
2. "Reality (Electronic Press Kit)"
3. "Love Missile F1-11" - 4:15

## Muzikanten
- David Bowie: zang, gitaar
- Earl Slick: gitaar
- Mike Garson: keyboard
- Sterling Campbell: drums
- Tony Visconti: basgitaar
- Gerry Leonard: gitaar, achtergrondzang
- Gail Ann Dorsey, Catherine Russell: achtergrondzang